# Kez̄āb
Kez̄āb (persiska: كذاب, كَذاب) är en ort i Iran.   Den ligger i provinsen Yazd, i den centrala delen av landet, 500 km sydost om huvudstaden Teheran. Kez̄āb ligger 1 891 meter över havet och antalet invånare är 125.
Terrängen runt Kez̄āb är bergig.Runt Kez̄āb är det ganska tätbefolkat, med 83 invånare per kvadratkilometer. Närmaste större samhälle är Kheẕrābād, 7,8 km öster om Kez̄āb. Trakten runt Kez̄āb är ofruktbar med lite eller ingen växtlighet.